# Murex
Murex — род хищных тропических морских брюхоногих моллюсков. Относится к подсемейству Muricinae семейства Иглянки (Muricidae), или мурексы. Включает средние и крупные виды.
Название «мурекс» использовалось ещё Аристотелем. Таким образом, это одно из старейших названий моллюсков, которое сохранилось в современной науке.

## Окаменелости

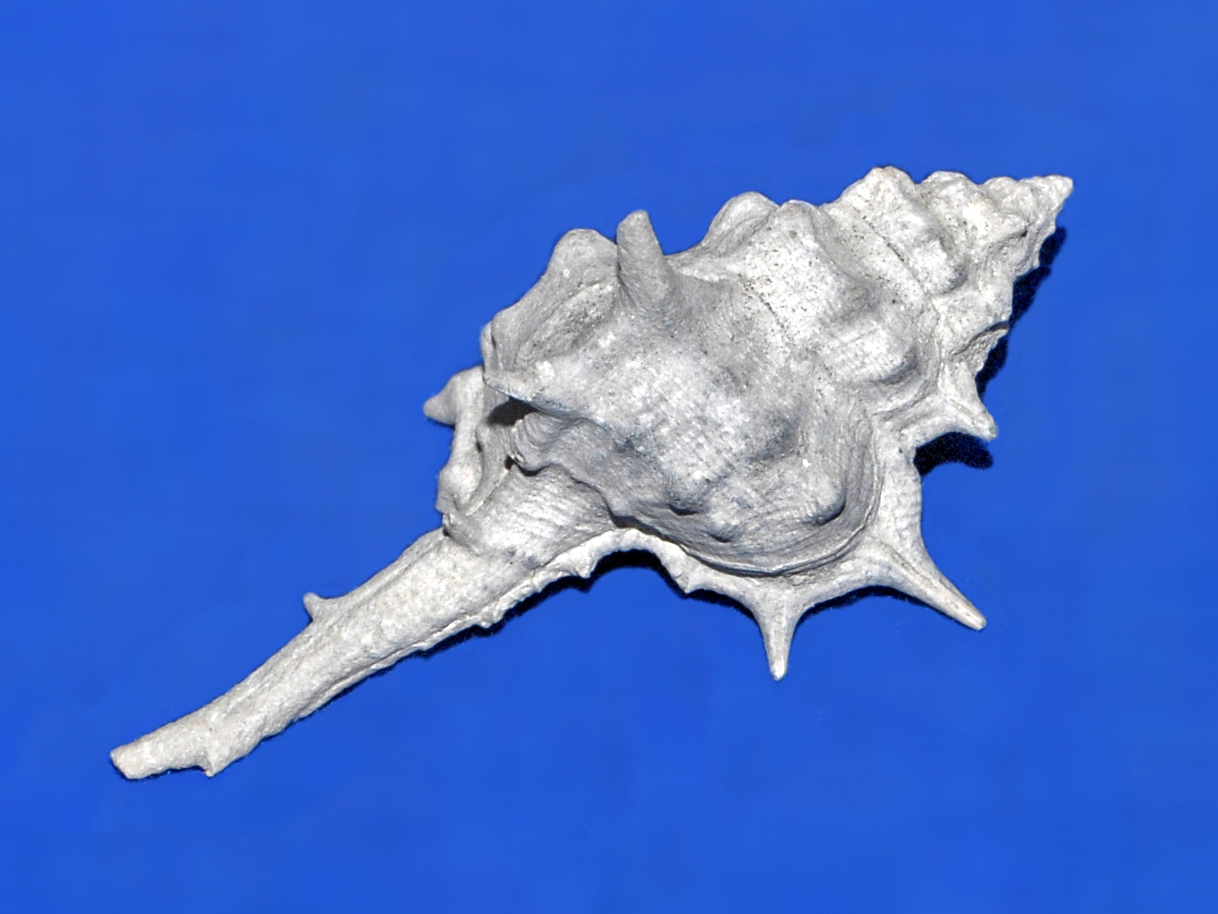
Окаменелая раковина Murex spinicosta из плиоцена, обнаружена на территории современной Италии

По найденным окаменелостям известно, что представители рода Murex встречались от мелового до четвертичного периода (от 125 млн лет назад до современности). Фоссилии видов этого рода обнаружены по всему миру. Всего описано около 25 вымерших видов.

## Ареал
Представители рода Murex встречаются исключительно в Индо-Тихоокеанском регионе. Большинство видов обитает в прибрежной морской или в мелководной сублиторальной зоне.

## Вид раковины
Удлинённые раковины мурексов характеризуются скульптурой с шипами и складками. Внутренняя поверхность раковины часто ярко окрашена. Нижний край устья раковины вытянут в сифональный вырост, который порой составляет половину или даже большую часть высоты раковины, а у некоторых представителей, например, Murex troscheli, даже превышает её.

## Применение
Дорогой и трудоёмкий в получении тирский пурпур (от финикийского города Тир), или королевский пурпур, исторический выделяли из слизи гипобрахиальной железы Murex brandaris и Murex trunculus (по современной классификации Bolinus brandaris и Hexaplex trunculus), представляющей собой вырост прямой кишки моллюсков. Краска является редким случаем синтеза животным органического бром-содержащего соединения. Особый фермент улиток бромпероксидаза использует в качестве субстрата растворённый в морской воде бромид.
Краситель использовался для окраски королевских мантий и других видов церемониальных и ритуальных одежд, утверждающих высокий ранг носителей.

## Виды

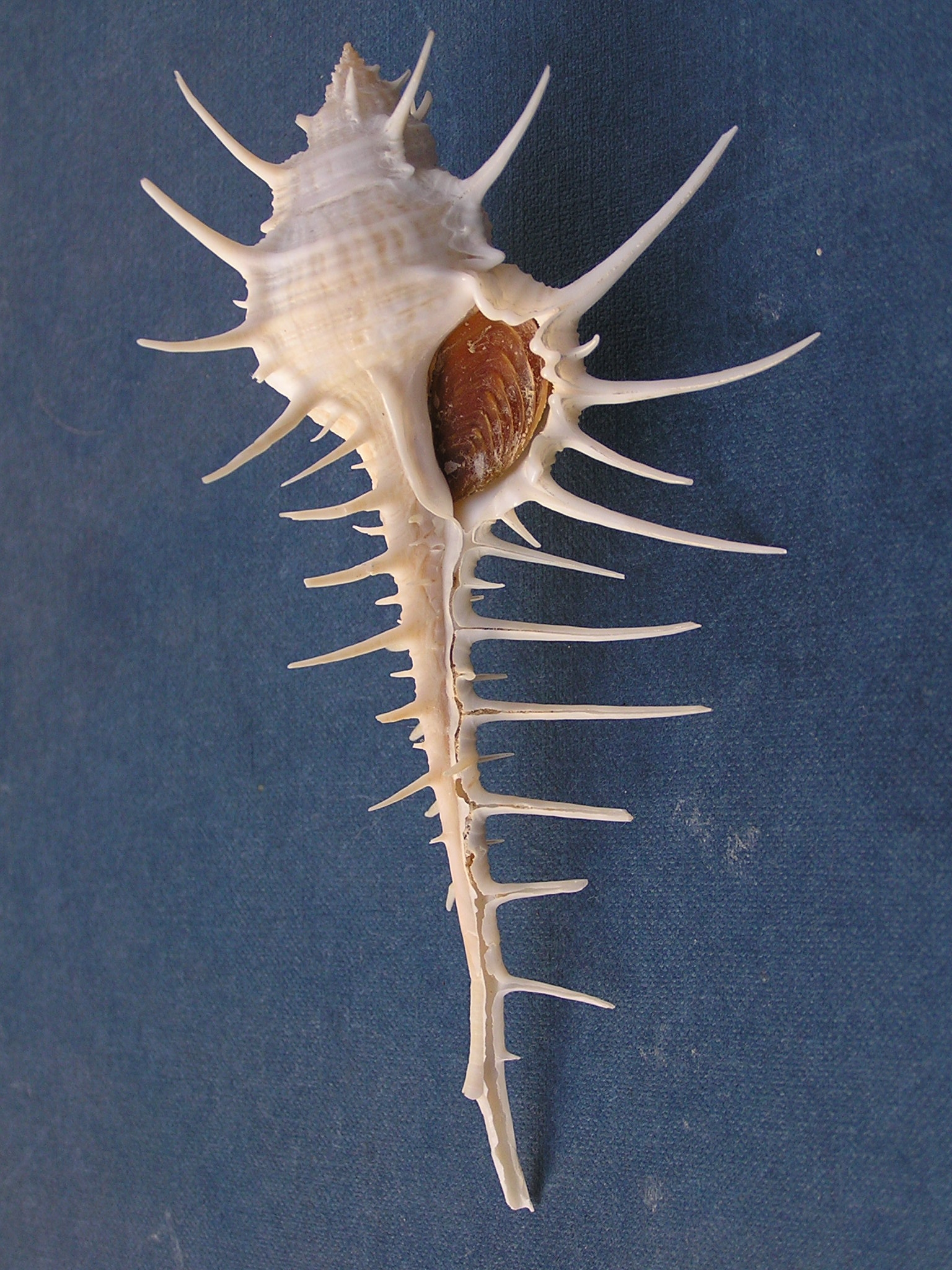
Murex altispira

В настоящее время следующие виды относят к роду Murex согласно Всемирному реестру морских видов.
- Murex acanthostephes Watson, 1883
- Murex aduncospinosus Sowerby, 1841:[5]
- Murex africanus Ponder & Vokes, 1988
- Murex altispira Ponder & Vokes, 1988
- Murex balkeanus Vokes, 1967
- Murex brevispina Lamarck, 1822
  - Murex brevispina brevispina Lamarck, 1822:[6]
  - Murex brevispina macgillivrayi Dohrn, 1862
  - Murex brevispina ornamentalis Ponder & Vokes, 1988
  - Murex brevispina senilis Jousseaume, 1874
- Murex buccinatus Voigt, 1834
- Murex concinnus Reeve, 1845
- Murex djarianensis Martin, 1895
  - Murex djarianensis poppei[7]
- Murex echinodes Houart, 2011
- Murex huangi Houart, 2010
- Murex hystricosus Houart & Dharma, 2001
- Murex indicus Houart, 2011
- Murex megapex Neubert, 1998
- Murex ornamentalis Ponder & Vokes, 1988
- Murex philippinensis Parth, 1994
- Murex salomonensis Parth, 1994
- Murex somalicus Parth, 1990
- Murex surinamensis Okutani, 1982
- Murex troscheli Lischke, 1868

Подрод Murex (Murex) Linnaeus, 1758
- Murex carbonnieri (Jousseaume, 1881)
- Murex coppingeri E. A. Smith, 1884
- Murex falsitribulus Ponder & Vokes, 1988
- Murex forskoehli Röding, 1798
- Murex kerslakae Ponder & Vokes, 1988
- Murex occa Sowerby, 1834
- Murex pecten Lightfoot, 1786
  - Murex pecten soelae
- Murex queenslandicus Ponder & Vokes, 1988
- Murex scolopax Dillwyn, 1817
- Murex spectabilis Ponder & Vokes, 1988
- Murex spicatus Ponder & Vokes, 1988
- Murex spinastreptos Houart, 2010
- Murex tenuirostrum Lamarck, 1822
- Murex ternispina Lamarck, 1822
- Murex trapa Roding, 1798
- Murex tribulus Linnaeus, 1758
  - Murex tribulus spicatus
  - Murex tribulus tenuirostrum
  - Murex tribulus tenuirostrum africanus
  - Murex tribulus ternispina

Подрод Murex (Promurex) Ponder & Vokes, 1988
- Murex antelmei Viader, 1938
- Murex protocrassus Houart, 1990

Вид в Indo-Pacific Molluscan Database (OBIS) :
- Murex singaporensis A.Adams, 1853[8]